# Mellah de Fes

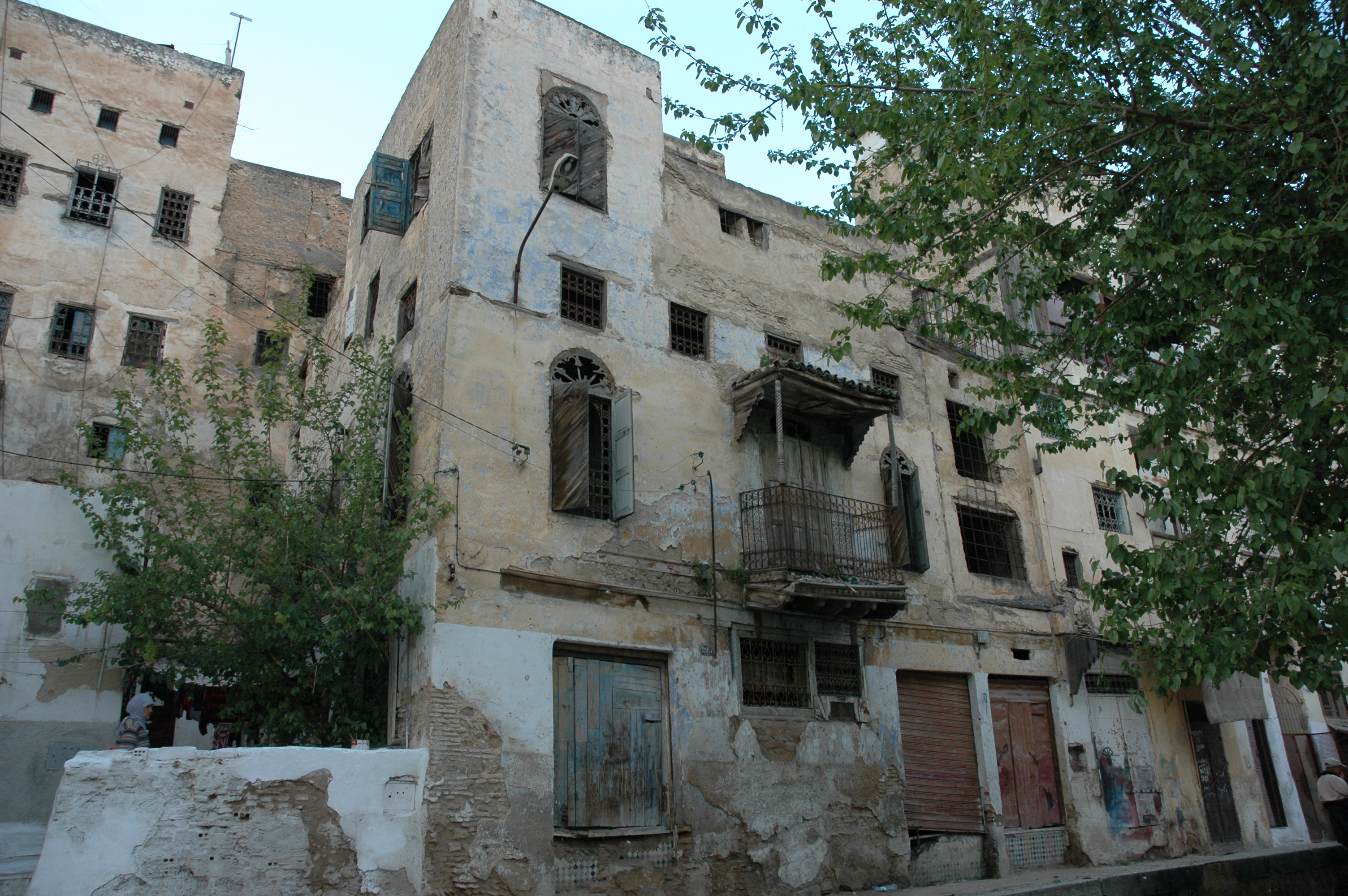
La casa del rabí

El mellah de Fes (àrab: ملاح, mallāḥ) és el barri jueu de Fes, el més important i més antic del Marroc, establert el 1438, durant l'època de fanatisme religiós animat per la dinastia dels almohades.
El nom de mellah prové probablement de la veu àrab per a 'sal', referit al terreny sobre el qual va créixer el districte, i ha donat nom a tots els barris jueus posteriors del Marroc. Pot referir-se a terreny salat o inapte per a l'agricultura. Una explicació més horrible podria ser que els jueus tenien la poc envejable missió de salar els caps dels opositors al règim abans que aquests fossin exposats a la plaça del mercat.
El soldà, desitjós de protegir les poblacions jueves de la ciutat, els va fer construir un barri reservat a Fes el-Jedid, prop del palau reial de Fes. Els jueus preferien romandre dins del recinte emmurallat que envolta el palau perquè, en temps de desordres, la població assaltava el seu barri per saldar amb mètodes expeditius els deutes que gairebé tots mantenien amb ells.
Dins el mellah, hi ha la sinagoga Em Habanim, construïda el 1927 i renovada el 1932. És rectangular, i la tevá es troba a la paret oriental. L'arca, pel que sembla, era mòbil. L'edifici està habitat avui per famílies musulmanes. La sinagoga Sadoun és una de les més luxoses del Marroc, comparable en l'estil a Em Habanim. Les parets estan totalment cobertes d'estuc, i les finestres tenen plafons de vidre acolorit.
A la mellah de Fes, hi van viure diverses dinasties de jueus, els Danan, les sefardites o els Abensour, i crearen un important centre per a la interpretació del Talmud. Van deixar un enorme patrimoni, del qual, avui amb prou feines en queda res.
Amb mercats, tallers, escoles, sinagogues i un cementiri immens, el barri va florir i va proporcionar a la comunitat jueva una fèrria unió social i oportunitats per a prosperar en l'escala social.
Actualment, els semites de Fes han abandonat la ciutat per instal·lar-se a Casablanca o han emigrat a l'estranger.
Des del punt de vista arquitectònic, és molt diferent als barris musulmans, amb edificis més alts i estrets i amb menys espai entre si. Els límits actuals del barri jueu, els va fixar el soldà alauita Mulay Yazid, i com que l'espai disponible era petit, els seus habitants es van veure obligats a construir cases de dues altures a l'entorn de diminuts patis, amb un espai per als desplaçaments molt reduït.